# Trogloglanis pattersoni
Trogloglanis pattersoni es una especie de pez de la familia Ictaluridae en el orden de los Siluriformes.

## Morfología
• Los machos pueden llegar alcanzar los 10,4 cm de longitud total.

## Hábitat
Es un pez de agua dulce.

## Distribución geográfica
Se encuentran en Norteamérica: 5 pozos artesianos cerca de San Antonio (Texas, Estados Unidos ).